# تشارلز بي. غرين
تشارلز بي. غرين (بالإنجليزية: Charles B. Green)‏ هو ضابط أمريكي، ولد في 1 يونيو 1955 في توبيكا في الولايات المتحدة.